# Исход слова
Исход слова, завершение слова, конец слова, ауслаут (нем. Auslaut) — фонетический термин, имеющий несколько значений.
1. Позиция звука в конце слова. Пример употребления: «В русском языке звонкие согласные в ауслауте оглушаются», «глухой ауслаут».
2. Согласный звук или последовательность согласных звуков в конце слова. Другие названия: исход слова, конец слова, завершение слова[1].
3. Согласный звук или последовательность согласных звуков в конце слога. Слог, имеющий ауслаут, называется закрытым.